# Ховен, Константин Егорович
Константин Егорович Ховен (1801—1855) — генерал-лейтенант русской императорской армии; сенатор с 1851 года.

## Биография
Сын генерал-лейтенанта Егора Фёдоровича Ховена. По российским источникам, родился в начале 1801 года, другие дают дату рождения — 12.09.1800.
Образование получил в Пажеском корпусе, из которого выпущен 6 апреля 1819 года корнетом в Лубенский гусарский полк. С 1827 года числился в лейб-гвардии Гусарском полку; 28 июля 1829 года в чине полковника был переведён командиром 3-го драгунского Новороссийского полка.
В 1828—1829 годах принимал участие в русско-турецкой войне, за отличие награждён орденом Св. Владимира 4-й степени с бантом. В 1831 году находился в Польше и сражался против повстанцев, награждён польским знаком отличия за военное достоинство (Virtuti Militari) 3-й степени. С 1832 года находился в отпуске для излечения раны; 21 апреля 1833 года был назначен состоять по кавалерии.
В 1836 году за 15 лет службы получил золотое оружие; 27 сентября 1836 года произведён в генерал-майоры. Командовал 2-й бригадой 7-й лёгкой кавалерийской дивизии; 11 апреля 1848 года получил чин генерал-лейтенанта. 30 января 1849 года стал начальником 1-й лёгкой кавалерийской дивизии.
С 1 сентября 1851 года назначен сенатором, присутствующим во 2-м отделении 6-го департамента Сената.
Скончался 18 февраля 1855 года (по другим источникам — в 1854); из списков исключён 27 апреля.

## Награды
Среди прочих наград К. Е. Ховен имел ордена:
- Орден Святого Владимира 4-й степени с бантом (1829)
- Орден Святой Анны 2-й степени (1831, императорская корона к этому ордену пожалована в 1832 году)
- Польский знак отличия за военное достоинство (Virtuti Militari) 3-й степени (1831)
- Орден Святого Станислава 1-й степени (17.08.1843)[3]
- Орден Святого Георгия 4-й степени (17.12.1844; за беспорочную выслугу 25 лет в офицерских чинах, № 7147 по кавалерскому списку Григоровича — Степанова)
- Орден Святой Анны 1-й степени (06.12.1847)
- Орден Святого Владимира 2-й степени (10.01.1850)
- орден Железной короны 1-й степени[4]

## Семья
Женился в 1821 году. Имел пятерых детей:
- Мария (1823—1907)
- Виктор (1824—?)
- Дмитрий (1825—1866)
- Николай (1827—1886)
- София Константиновна (1829—?), фрейлина двора Её Императорского Величества. Была замужем с за чиновником по особым поручениям 5-го класса статским советником Владимиром Николаевичем Леонтьевым; их свадьба состоялась 30 апреля 1852 года в Спасо-Преображенской церкви.